# موريل سميث
موريل سميث (بالإنجليزية: Muriel Smith)‏ هي مغنية أوبرا ومغنية أمريكية، ولدت في 23 فبراير 1923 في نيويورك في الولايات المتحدة، وتوفيت في 13 سبتمبر 1985 في ريتشموند في الولايات المتحدة بسبب سرطان.

## وصلات خارجية
- موريل سميث على موقع IMDb (الإنجليزية)
- موريل سميث على موقع ميوزك برينز (الإنجليزية)
- موريل سميث على موقع قاعدة بيانات برودواي على الإنترنت (الإنجليزية)
- موريل سميث على موقع ديسكوغز (الإنجليزية)
- موريل سميث على موقع قاعدة بيانات الفيلم (الإنجليزية)